# ميتال غير 2: سوليد سنايك
ميتال غير 2: سوليد سنيك (Metal Gear 2: Solid Snake メタルギア２ ソリッドスネー أو كما هو معروف MG2) هي عبارة عن لعبة تجسس وتخفي صُممت وأُخرجت من قبل هيديو كوجوما، قامت بنشرها شركة كونامي. تعتبر لعبة ميتال غير 2 MG2 الجزء الثاني من السلسلة ميتال غير والمدخل لقصة ميتال غير سوليد  Metal Gear Solid. وقد أُصدرت في اليابان لأجهزة صخر في 19 يوليو 1990.
في اللعبة يقوم سوليد سنيك Solid Snake باقتحام زنزبارلاند Zanzibar land -لاوجود لها في الواقع- الواقعة في آسيا الوسطى لإنقاذ عالم مخطوف، وتدمير النسخة الأخيرة من الميتال غير Metal Gear.
تم التعمق في القصة هذه المرة أكثر من الجزء السابق، إضافة إلى أسلوب اللعب المذهل -وقتها- قدم الكثير عن السابق، على الرغم من أن اللعبة حصرية في الأسواق اليابانية، إلا انها باعت ما يقارب المليون نسخة في الأسواق اليابانية فقط.

## طريقة اللعب

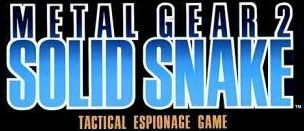
شعار ميتال جير 2 (1990).

تعتمد لعبة ميتال غير 2 MG2 على نظام لعب تجسسي حيث لا يلزمك قتل كل من تواجه من أعداء بل بإمكانك تخطيهم بحذر دون لفت انتباههم، ولقد كان أسلوب الجزء الثاني على غرار الجزء الأول من هذه اللعبة.أسلوب اللعبة شبيه جدا بميتال غير Metal Gear، حيث تكون مهمة اللاعب اقتحام مركز العدو، مع تجنب لفت انتباه الأعداء من: جنود، كاميرات، أشعة حمراء أو أجهزة مراقبة. وأكبر اختلاف في هذا الجزء هي تصرفات الحراس، فقد كانوا في الجزء الأول ينظرون في الاتجاهات الأساسية وفي خطوط مستقيمة فقط، أما في هذا الجزء فبإمكان الحراس الرؤية في مجال 45 درجة وأن يحركوا رؤوسهم في الاتجاهين الأيمن والأيسر حتى يروا ما حولهم، وأيضا الحركة من مكان إلى آخر (فضلا عن البقاء حيث تستطيع رؤيتهم).
و يستطيع العدو سماع الضجة أو الأصوات العالية التي يسببها اللاعب عند استعمال سلاح غير صامت "non-silenced firearm"، أو قنبلة أو حتى المشي على نوع معين من الأسطح!. عند اكتشاف الحراس لللاعب يظهر على يمين الشاشة موقت يدخلك وضع الإنذار "Alert mode"، والذي بدوره يبدأ بالعد التنازلي للصفر. أثناء هذا الوضع يزداد عدد الحراس ويبدؤوا بالبحث في جميع أنحاء المنطقة أو المكان.
لقد أُعطِي اللاعب في هذا الجزء العديد من التقنيات والأدوات التي سوف تساعده في الحفاظ على تخفّيه وإنهاء المهمات بسلاسة. فعلى سبيل المثال، تستطيع أن تجثو على ركبة واحدة أو حتى الزحف بُغية عدم إصدار اصوات أو للمرور عبر أماكن ضيقة وفتحات التهوية أو حتى تحت الطاولة أو أي مساحة ضيقة أسفل جسم، ويستطيع التقاط الألغام من على الأرض. وفي الجزء الأيمن من الشاشة يوجد رادار مكون من 9 مربعات (3×3) يوضح مكان بطل اللعبة سنيك Snake بنقطة حمراء في المنتصف، والعدو بنقطة بيضاء. لكن لابد من الحذر حيث أن هذا الرادار يختفي عند دخول اللاعب وضع الإنذار، ويمكن استعمال الرادار للبحث عن الألغام. كثير من أسلحة الجزء الأول قد أضيفت إلى الجزء الثاني، مع وجود أسلحة جديدة مثل: الفئران الآلية، والتي تستعمل لإلهاء الحراس، والغطاء المموه، بالإضافة إلى 3 أنواع مختلفة من المقويات أو الوجبات Rations والتي تحمل كل منها فوائدها الخاصة.لن يحتاج اللاعب إلى انقاذ الرهائن لزيادة رتبته، لكن تم استبدال ذلك بزيادة اطار معدل الحياة HP عند هزيمتك للزعماء.
و من التغيرات التي تميز هذا الجزء عن الجزء الأول هو تطور جهاز الإرسال، والذي بدوره قد طُوّر عن الجزء القديم كثيرا، حيث أن الرسائل التي تصل اللاعب تستند إلى حالة اللاعب اللحظية وتمكنه من أهدافه، عوضاُ عن مكانه في الغرفة، مما يجعلها أكثر ديناميكية من قبل.و هذه أحد التغيرات التي ميزتها عن الجزء الأول. ولا تتوقف التعديلات هنا، بل إن جهاز الإرسال أصبح يظهر صورة سنيك Snake وصورة الشخص الذي يتحدث اليه.و يمكن للاعب التحدث مع الأطفال الذين يعيشون بالقرب من القلعة أو الحصن للحصول على معلومات إضافية تساعده في إتمام مهمته، ويعاقب اللاعب بخسارة صحته HP عند قتله أحد الأطفال.تتعدد الأماكن في هذا الجزء أكثر من الجزء الأول، وتكثر الألغاز التي يتوجب عليك حلها مثل، إغراء الحمام الزاجل بأحد الوجبات Ration أو ملاحقة جاسوسة إلى دورات مياه النساء، أو حتى حل رموز سرية تؤدي إلى الحصول على معلومات حيوية ومهمة كالحصول على تردد جديد.

## الحبكة

### الشخصيات
الشخصية الأساسية هي سوليد سنيك Solid Snake عميل فوكسهاوند FOXHOUND المتقاعد. مهمته الجديدة هي انقاذ العالم التشيكوسلوفاكي الدكتور كيو مارفDr.Kio Marv من أسر قوات زنزبار لاند. يقوم بمساعدته عبر جهاز الراديو قائده الجديد روي كامبل Roy Campbell، وماكدونيل ميلر McDonnell Miller مدرب البقاء، وجورج كيسلر George Kessler عسكري استراتيجي، ويوهان جاكوبسين Johan Jacobsen خبير في الحياة البرية. وهناك أيضاً من يساعدونه في المهمة كعميل وكالة المخابرات المركزية CIA هولي وايت Holly White المتخفي في شخصية صحفي، وعميلة الـ الأمن القومي التشيكوسلوفاكي والحارس الشخصي للدكتور مارف Dr.Marv غوستافا هفنر Gustava Heffner، ومصمم الميتال غير Metal Gear الدكتور دراغو مادنر Dr.Drago Madnar والذي تم القبض عليه واختطافه مع الدكتور مارف Dr.Marv. وأيضا سيظهر في هذا الجزء القائد الخائن بيج بوس Big Boss، وغراي فوكس Gray Fox الذي اختفى بعد أحداث الجزء الأول.
الرؤساء هم بلاك نينجا Black Ninja وهو جندي تجريبي تم تعديله بيلوجياً (و الذي يكتشف سنيك Snake فيما بعد انه شنيدر Schneider من الجزء الأول ميتال غير Metal Gear)، رانينج مان Running Man وهو مرتزقة في غاية السرعة، ريد بلاستر Red Blaster وهو قاذف قنابل بارع، وذا فور هورسمين The Four Horsemen وهي عبارة عن فرقة اغتيال متخصصة في الأماكن الضيقة، وجانغل إيفيل Jungle Evil خبير في حروب الأدغال، ونايت فرايت Night Fright وهو اختصاصي اغتيالات لديه بدلة متقدمة تساعده في التخفي.

جزء من لعبة ميتال غير 2

### القصة
في 1999، انتهت الحرب الباردة وانتهى معها سباق التسلح وقامت القوى الكبرى في العالم بنزع الأسلحة النووية مما فتح صفحة جديدة للقرن الواحد والعشرين. لكن لم يكن هذا كافياً فقد واجه سوق النفط العالمي سلسلة من الصدمات أدت إلى زيادة الطلب على مصادر طاقة بديلة كالاندماج النووي.
بدء النفط بالانخفاض إلى حد مخيف جداً وقامت معظم الدول بأخذ احتياطات جذرية وذلك إما عن طريق الحفر في الرمال أو الصخور الرسوبية (مع صعوبة ذلك) أو استعمال مواد أخرى كوقود بديل.
في هذا الوقت قام العالم التشيكوسلوفاكي الدكتور كيو مارف Dr.kio Marv بتصميم نوع جديد من الطحالب عن طريق الهندسة البيولوجية أطلق عليها اسم "OILIX"، بإمكان هذه الطحالب افراز هيدروكربونات ذات جودة عالية مشابهة لجودة النفط بطريقة سهلة غير مكلفة. قام الدكتور مارف Dr.Marv بعرض هذا الطحلب في مؤتمر الطاقة في العالمي المقام في براغ عاصمة جمهورية التشيك، وكان في طريقة إلى أمريكا عندما تم اختطافه من قبل قوات زانزبار لاند Zanzibar Land. اكتشف حلف الناتو ان زعماء زانزبار لاند Zanzibar Land يخططون إلى جعل العالم رهينة عن طريق التحكم بموارد النفط والتهديد بإطلاق صواريخ نووية من أماكن متعددة من العالم.
يقوم القائد الجديد لفوكسهاوند FOXHOUND، روي كامبيل Roy Campbell، بارجاع سوليد سنيك Solid Snake من تقاعده وتعيينه في مهمة جديدة لانقاذ الدكتور مارف Dr.Marv.
ينظم سنيك Snake إلى عميل وكالة المخابرات المركزية CIA ، هولي وايت Holly White، وعميلة الـ StB غوستافا هفنر Gustava Heffner. بعدها يقابل الدكتور دراغو مادنر Dr.Drago Madnar مصمم الميتال غير Metal Gear مدعياً اختطافه وارغامه على العمل في صناعة ميتال غير Metal Gear جديد (باسم ميتال غير دي Metal Gear D) وأيضاً الاشراف على صناعة نسخ أخرى للميتال غير Metal Gear اصغر حجماً لا تحمل رؤوس نووية. لاحقا يعلم سنيك Snake من الدكتور ان زعيم زانزبار لاند Zanzibar Land ما هو الا بيج بوس Big Boss.
في طريق سنيك Snake إلى معسكر الاعتقال تُقتل غوستافا هفنر Gustava Heffner جراء إطلاق صاروخ من الميتال غير دي Metal Gear D ليكتشف فيما بعد أن قائد الميتال غير Metal Gear ما هو الا صديقه القديم غراي فوكس Gray Fox. يستطيع سنيك Snake فيما بعد التغلب على زعماء التنظيم واحداً تلو الآخر لينتهي به المطاف في معسكر الاعتقال الموجود به الدكتور مارف Dr. Marv.
يصل سنيك Snake بعد فوات الأوان ليرى جثة الدكتور مارف Dr.Marv ملقاة على الأرض بعد جلسات تعذيب طويلة.كان الدكتور مادنر Dr.Madnar موجودا لكن لم يستطع أيضاً انقاذه. في الوقت الذي كان سنيك Snake فيه يسترجع صيغة الطحلب OILIX جاءه اتصال من هولي وايت Holly White يخبره بأن الدكتور مادنار Dr.Madnar لم يُختطف بل قام بالعمل على الميتال غير دي Metal Gear D بشكل تطوعي وكان هذا نتيجة رفض المجتمع العلمي لأفكاره بعد حادثة أوتر هيفين Outer Heaven. بعد سماع الحقيفة يقوم الدكتور بمهاجمة سنيك Snake بغية قتله لكنه يفشل في ذلك.
استرجع سنيك Snake صيغة الطحلب. وهو في طريقه للخروج، يقابل سنيك Snake الميتال غير دي Metal Gear D الذي يقوده غراي فوكس Gray Fox. ينجح سنيك Snake في تدمير الميتال غير دي Metal Gear D ويتقاتل مع فوكس Fox بدون أسلحة لكن سنيك Snake يغلبه في النهاية.
في طريقه للهروب من المكان يقابل سنيك Snake الزعيم بيج بوس Big Boss. بعد فقدان سنيك Snake لجميع اسلحته يضطر إلى القتال باستخدام الأدوات والمتوفرة في مكانه، ولاعة السجائر وبخاخ يستخدمهما كقاذف نيران. يقتل سنيك Snake خصمه بيج بوس Big Boss ثم يقوم بالهروب مع هولي Holly وتسليم صيغة OILIX إلى كامبيل Campbell.

## روابط خارجية
- ميتال غير 2: سوليد سنايك على موقع IMDb (الإنجليزية)